# ルイス・ガルシア・ポスティーゴ
ルイス・ガルシア・ポスティーゴ（Luis García Postigo、1969年6月1日 - ）は、メキシコ・メキシコシティ出身の元メキシコ代表のサッカー選手。ポジションはFW。現役時代はストライカーやウィンガーとして活躍した。

## 来歴
UNAMプーマスのユースに属しており、1986-87シーズンに17歳でデビューした。1992年にはスペインへと渡り、アトレティコ・マドリードやレアル・ソシエダにも属した。その後はメキシコへと戻っていくつかのクラブを渡り、2001年に引退した。メキシコリーグでは通算158得点を記録し、1991年、1992年、1997年と3度得点王を獲得した。
メキシコ代表としては77試合に出場し、29得点を挙げた。2度のFIFAワールドカップなど多くの大会に招集され、1990年代のメキシコ代表にとって重要な選手であった。
引退後はメキシコのテレビ番組でコメンテーターをしていたが、晩年に所属したモナルカス・モレリアからオファーを受け、クラブのヴァイスプレジデントに就いた。その後は再びコメンテーターとしてテレビに出演した。

## 所属クラブ
- UNAMプーマス 1985-1991
- アトレティコ・マドリード 1992-1994
- レアル・ソシエダ 1994-1995
- クラブ・アメリカ 1995-1997
- アトランテFC 1997
- CDグアダラハラ 1998-2000
- モナルカス・モレリア 2000
- プエブラFC 2001

## 代表歴

### 出場大会
- メキシコ代表
  - 1994 FIFAワールドカップ
  - 1998 FIFAワールドカップ

### 試合数
- 国際Aマッチ 77試合 29得点（1991年-1999年）[1]

| メキシコ代表 | 国際Aマッチ | 国際Aマッチ |
| 年           | 出場        | 得点        |
| ------------ | ----------- | ----------- |
| 1991         | 8           | 1           |
| 1992         | 5           | 3           |
| 1993         | 10          | 3           |
| 1994         | 7           | 4           |
| 1995         | 15          | 9           |
| 1996         | 13          | 6           |
| 1997         | 14          | 2           |
| 1998         | 4           | 1           |
| 1999         | 1           | 0           |
| 通算         | 77          | 29          |